# ماونتن ديو
ماونتن ديو (بالإنجليزية: Mountain Dew)‏ هو مشروب غازي من المرطبات أهم محتوياته: الكافيين والسكر واحماض الستريك والأسكوربيك، تنتجه شركة بيبسيكو.

## التاريخ
صنع المشروب لأول مرة في ولاية تينيسي الأمريكية عام 1940، وكان مملوكًا لشركة تيب لبيع المشروبات حتى أغسطس من عام 1964 حين اشترت شركة بيبسي كولا حق إنتاج وبيع المشروب، وتوسعت الشركة في بيعه وتوزيعه عبر الولايات المتحدة الأمريكية وكندا. ظل نوعًا واحدًا فقط من المشروب متوفر بنكهة الحمضيات منذ الأربعينيات وحتى الثمانينيات من القرن العشرين، ثم قدم النوع الثاني في عام 1988، وهو مشروب ماونتن ديو دايت المخصص لمرضى السكري ومتبعي الحمية الغذائية، تبعه نوع ثالث هو مشروب ماونتن ديو ريد غير أن إنتاجه توقف في عام 1988. وفي عام 2001 ظهر المنتج بنكهة الكرز. وصل المنتج إلى المملكة المتحدة لأول مرة في عام 1996، ثم توقف توزيعه هناك بعد عامين فقط، ثم عادت الشركة لتبيع منتجًا مشابهًا له هناك ولكن بمذاق مختلف تحت اسم مشروب ماونتن ديو للطاقة في عام 2010. استحوذت شركة ماونتن ديو منذ عام 2017 على 6.6٪ من سوق المشروبات الغازية في الولايات المتحدة الأمريكية. ويمثل المشروب 80٪ من المشروبات الغازية الحمضية التي تباع في الولايات المتحدة الأمريكية.

## المكونات
تختلف المكونات المستخدمة في تركيب مشروبات ماونتن ديو بحسب بلد الإنتاج، ففي معظم أنحاء الولايات المتحدة الأمريكية يتركب المشروب من: 
المياه الغازية
شراب الذرة عالي الفركتوز
عصير البرتقال المركز 
حامض الستريك 
النكهات الطبيعية 
بنزوات الصوديوم
الكافيين
سترات الصوديوم 
حمض الأيزو اسكوربيك 
الصمغ العربي
التارترازين 
ثنائي أمين الإيثيلين رباعي حمض الاسيتيك
كانت مكونات المشروب تتضمن فيما مضى الزيت النباتي البروميني، وهو مستحلب يحظر استخدامه في الأطعمة في جميع أنحاء أوروبا واليابان، أزيل هذا المكون من جميع مشروبات ماونتن ديو بدءًا من عام 2020. تحتوي العلبة ذات الـ355 مل من مشروب ماونتن ديو العادي على 54 مجم من الكافيين، كما تنتج الشركة بعض الأنواع الخالية من الكافيين. 
أصدرت شركة بيبسيكو في عام 2009 تماشيًا مع حملة الدعاية السلبية بشأن أضرار شراب الذرة عالي الفركتوز منتجًا محدود النطاق من ماونتن ديو تحت اسم ماونتن ديو ثرو باك، ويحتوي على السكر كبديل لشراب الذرة عالي الفركتوز.